# Кроль, Георгий Александрович
Гео́ргий Алекса́ндрович Кроль (1893 — 10 сентября 1932) — советский режиссёр и сценарист.

## Биография
В кинематографе работал с 1919 года, снимал фильмы в Финляндии и Германии. В 1920—1921 гг. жил в Риме, в 1921—1922 гг. в Берлине. Потом вернулся в Россию. Его жена Раиса Гуревич осталась в Европе и вышла замуж за художника Джорджо де Кирико.
В 1927 году перешёл на киностудию Союзкино и занялся сценарной деятельностью, написал ряд сценариев к кинофильмам.

## Фильмография

### Режиссёр
- 1919 — Под игом большевизма — первый кинофильм независимой Финляндии (снимался в Полянах)
- 1921 — Игра с огнём (Германия)
- 1928 — Сторона лесная + сценарист
- 1929:
  - Родной брат
  - Смертный номер + сценарист
- 1930 — Пахари моря + сценарист
- 1932:
  - Печать времени
  - Скользящие птицы + сценарист

### Сценарист
- 1931 — Закон дружбы